# Weltschmerz
Weltschmerz (niem. ból świata) – zespół nastrojów i emocji typu: depresja, smutek, apatia, melancholia wynikających z myśli o niedoskonałości świata, a właściwie ze zderzenia chęci działania i niemożności jego realizacji oraz dysonansu pomiędzy wrażliwością bohatera a jego otoczeniem; romantyczny, sentymentalny pesymizm. Choć niekiedy uważa się, że pojęcie to pochodzi z utworu Cierpienia młodego Wertera, napisanego przez prekursora niemieckiego romantyzmu Johana Wolfganga Goethego, właściwym jego twórcą jest inny preromantyk niemiecki Jean Paul (Johann Paul Friedrich Richter).
W powieści Goethego weltschmerzu doświadcza Werter, tytułowy bohater. Objawia się on stanami melancholii, załamaniem i apatią. Bohater widzi niedoskonałość świata, np. niesprawiedliwe podziały społeczne, ale nie chce się ani do nich przystosować, ani się przeciw nim zbuntować. Uważa, że ani on nie rozumie świata, ani świat jego. Jest sam na sam ze swoją rozbudowaną wrażliwością. Próbuje więc świata iluzji – ucieka najpierw w świat przyrody (kontemplacja), potem w świat literatury (lektura Homera, zaś potem pieśni Osjana – zmiana literatury świadczy o zmianie nastawienia do rzeczywistości), by na końcu popełnić samobójstwo z powodów powyższych oraz przez nieszczęśliwą miłość, co jest kolejnym wątkiem powieści.